# Регешук Тетяна Миколаївна
Регешук Тетяна Миколаївна (нар. 21 лютого 2000, Старосілля, Волинська область) — українська поетеса та прозаїк, членкиня Національної спілки письменників України.

## Життєпис
Народилася в селі Старосілля, що на Маневиччині, де і закінчила місцеву школу та Маяківську школу-інтернат, яка 2016 року була реорганізована в Княгинівський ліцей. Любов до літератури проявилася у Тетяни ще зі шкільних років, коли вона почала писати вірші. Її студентські роки на філологічному факультеті Східноєвропейського національного університету імені Лесі Українки були відзначені активною участю в літературних конкурсах.
13 грудня 2015 року Тетяна Регешук прийнята до Національної спілки письменників України, ставши однією з наймолодших членів Волинської обласної письменницької організації.
Тетяна Регешук часто бере участь в громадських заходах не тільки як письменниця, а і як поетка.
2023 року вступила в магістратуру Київського національного університету імені Тараса Шевченка і з 1 вересня вивчає мову і культуру Китаю.

## Відзнаки
ІІ місце на восьмому літературному конкурсі «Неповторність», що проводився управлінням культури, з питань релігій та національностей Волинської облдержадміністрації та головною бібліотекою краю (2013). 
Брала участь і була відзначена під час Всеукраїнської наради молодих літераторів (2013).